# Brillenvangas
Die Brillenvangas (Prionopinae), früher auch als Brillenwürger bezeichnet, sind eine Unterfamilie der Familie der Vangawürger in der Ordnung der Sperlingsvögel (Passeriformes). Früher wurden sie den Würgern (Laniidae) zugeordnet, oder als eigene Familie Prionopidae geführt.

## Merkmale
Brillenvangas erreichen eine Körperlänge von 18 bis 25 cm. Die Flügel zählen 10 Handschwingen und der Schwanz 12 Steuerfedern. Die schwarzen oder roten Schnäbel sind, ähnlich den Würgern, an der Spitze hakig und gekerbt. Beine und Füße sind kräftig, die Klauen scharf, die Tarsen sind an beiden Seiten und an der Vorderseite beschuppt. Die meisten Arten haben besondere Kopffedern (Hauben) und auffällig gefärbte Hautlappen um die Augen. Die steifen Stirnfedern ragen nach vorne und bedecken die Nasenlöcher.

## Verbreitung
Brillenvangas der Gattungen Prionops, Megabyas und Bias sind in Afrika afrotropisch, also südlich der Sahara verbreitet. Die Arten der anderen Gattungen sind im südlichen Asien verbreitet.

## Lebensweise
Brillenvangas sind sehr gesellig und kommen das ganze Jahr über in Gruppen von 6 bis 12 oder mehr Tieren vor. Insekten werden vom Laub gesammelt oder in der Luft und am Boden gejagt. Sie bauen flache, becherförmige Nester an horizontalen Zweigen, in Baumgabeln oder im Dickicht zwei bis sieben Meter über dem Boden. Das Gelege besteht in der Regel aus drei oder vier Eiern, die Brutdauer beträgt 12 bis 14 Tage, die Nestlingszeit 16 bis 20 Tage. Die lange Brutsaison überlappt sowohl Trocken- als auch Regenzeit.

## Gattungen und Arten
Nach dem Handbook of the Birds of the World werden der Unterfamilie folgende sechs Gattungen mit 18 Arten zugeschrieben. Deutsche Namen nach H. Bartel et al., 2020.
- Prionops
  - Gelbschopf-Brillenvanga (Prionops alberti)
  - Rotschnabel-Brillenvanga (Prionops caniceps)
  - Gabelabrillenvanga (Prionops gabela)
  - Weißschopf-Brillenvanga (Prionops plumatus)
  - Grauschopf-Brillenvanga (Prionops poliolophus)
  - Dreifarben-Brillenvanga (Prionops retzii)
  - Gabunbrillenvanga (Prionops rufiventris)
  - Braunstirn-Brillenvanga (Prionops scopifrons)

- Hempius
  - Elsterschnäppervanga (Hempius picatus)
  - Sundaschnäppervanga (Hempius hirundinaceus)

- Tephrodornis
  - Malabarvanga (Tephrodornis sylvicola)
  - Waldvanga (Tephrodornis virgatus)
  - Indienvanga (Tephrodornis pondicerianus)
  - Ceylonvanga (Tephrodornis affinis)

- Megabyas
  - Schnäppervanga (Megabyas flammulatus)

- Bias
  - Haubenvanga (Bias musicus)

- Philentoma
  - Rostflügelvanga (Philentoma pyrhoptera)
  - Braunbrustvanga (Philentoma velata)